# Válur
Válur is een dorp dat behoort tot de gemeente Kvívíkar kommuna in het westen van het eiland Streymoy op de Faeröer. Válur heeft 55 inwoners. De postcode is FO 358.